# Podmiot (filozofia)
Podmiot – (łac. subiectum) byt, który doświadcza, poznaje, działa, wchodząc w relacje z innym podmiotem lub przedmiotem. 

## Filozofia współczesna

### Podmiot poznający
W epistemologii podmiot poznający (doświadczający) przeciwstawiany jest przedmiotowi poznawanemu (doświadczanemu). To, co jest poznawane nazywa się przedmiotem poznania. 
Zakłada się często jedność i ciągłość doświadczenia podmiotu. Poznanie powiązane ze szczególnymi cechami podmiotu jest poznaniem subiektywnym (poznanie zrelatywizowane podmiotowo). Subiektywność określana jest jako rzeczywistość podmiotowa, dostępna tylko samemu podmiotowi. W introspekcji podmiot może sam siebie (swoją subiektywność) czynić przedmiotem poznania. 
Terminami bliskoznacznymi (czasami używanymi jako synonimy) są: ja (ang. I), jaźń (ang. self), ego.

### Podmiot działający
W filozofii praktycznej (psychologii filozoficznej, antropologii, etyce i filozofii politycznej) podmiot jest wyposażany w zdolność działania (sprawczość czy "podmiotowość sprawczą") i określany jest jako podmiot działający lub agent.  Kwestią filozoficznie sporną jest w jaki sposób (i czy w ogóle) można podmiotom przypisywać sprawczość.
Dyskutowana jest podmiotowość i sprawczość zbiorowości (podmioty zbiorowe), instytucji (podmioty instytucjonalne), zwierzętom, sztucznej inteligencji czy innym bytom (podmioty nie-ludzkie).

## Podmiot w logice
W zupełnie innym znaczeniu termin ten używany jest w logice i semiotyce (podmiot logiczny). Oznacza on pewną funkcję zdaniową i odróżniany jest od predykatu. 

## Znaczenie historyczne
Współczesne znaczenie termin podmiot (a właściwie łac. subiectum) uzyskał w filozofii nowożytnej. Aż do XVIII w. "subiectum" było pojęciem używanym zamiennie do substancji, a więc oznaczało coś, co jest nosicielem czegoś, lub coś, co w czymś tkwi. Tomasz z Akwinu używał pojęcia podmiotu wiedzy (subiectum scientiae) na oznaczenie tego, co nauka bada (zakres przedmiotu nauki). Było to więc znaczenie zasadniczo odmienne od późnonowożytnego podmiotu poznania.